# ファルワーニーヤ県
ファルワーニーヤ県（アラビア語: محافظة الفروانية Muḥāfaẓat al-Farwānīyah、英語: Al Farwaniyah Governorate）は、クウェートの県である。県名に関しては、日本語では「ファルアニア県」「ファルワニーヤ州」など何通りかの表記がある。県都はファルワーニーヤ。

## 概要
1988年にクウェート県（アースィマ県）の南部を分割して設置された。クウェート航空の本社所在地である。

## 隣接する県
- アースィマ県
- ハワリ県
- ムバーラク・アル＝カビール県
- アハマディ県
- ジャハラー県